# Памятник жертвам сталинских репрессий (Кишинёв)

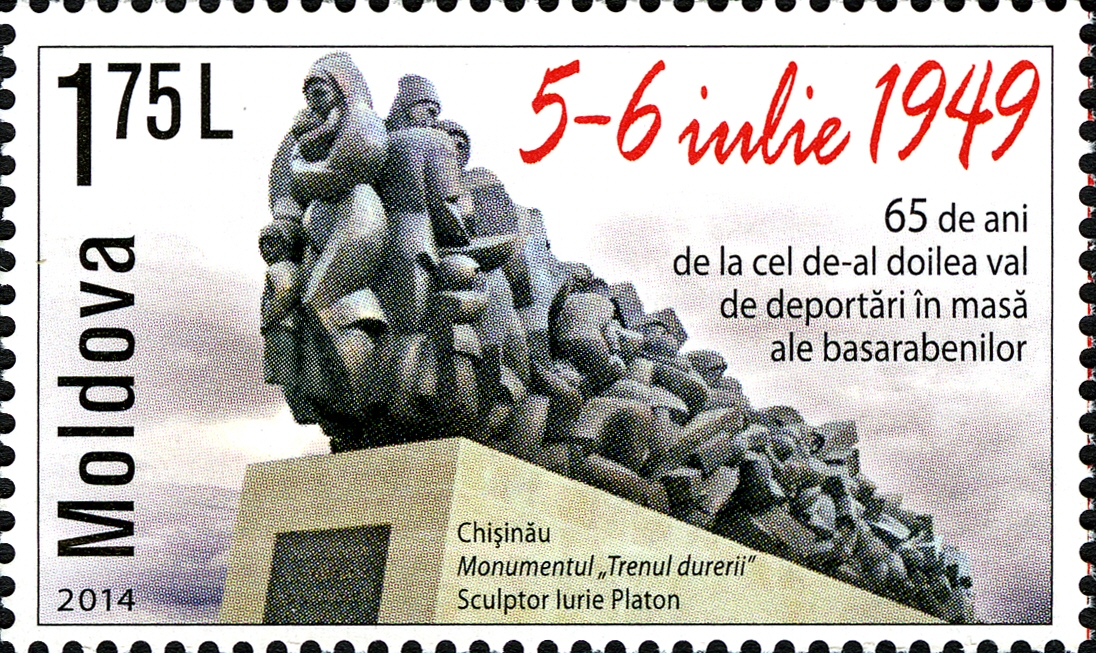
Почтовая марка Молдовы, посвящённая 65 годовщине начала массовых депортаций

Памятник жертвам сталинских репрессий (рум. Monumentul în memoria victimelor deportărilor regimului comunist) — монумент в память о жертвах сталинских репрессий советского тоталитарного режима, установленный в столице Молдавии городе Кишинёве перед зданием железнодорожного вокзала, на Привокзальной площади.

## История

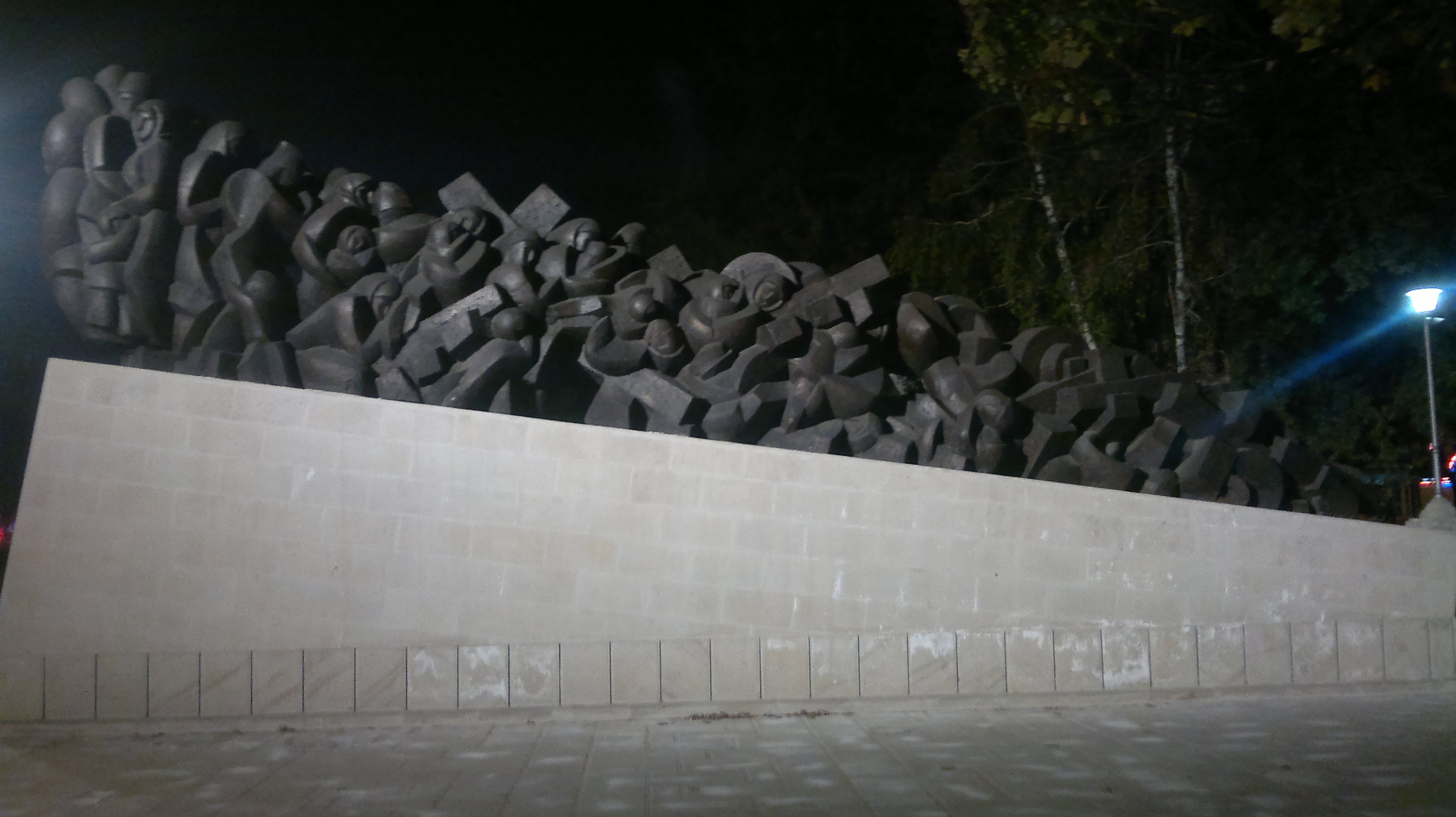

C 2006 года в сквере Железнодорожного вокзала молдавской столицы, планировалось возвести памятник жертвам сталинских репрессий. До окончательной установки памятника на его месте была установлена каменная плита с надписью «Aici va fi înalţat un monument în memoria victimilor represiunilor staliniste» («Здесь будет возведён памятник в память о жертвах сталинских репрессий»).
26 июля 2013 года памятник, изготовленный в Белоруссии, был установлен в намеченном месте. Памятник также называют — «Поезд боли» («рум. Trenul Durerii»). Композиция представляет собой людей, тесно сбившихся в одну колонну, они сливаются, образуя поезд. Размеры памятника составляют 3 метра в высоту и 12 метров в длину. Памятник изготовлен из бронзы и имеет вес 15 тонн. Скульптор — Юрие Платон.
Изготовление памятника и обустройство прилегающей территории обошлось в 24 миллионов леев.